# Hadgaon
Hadgaon es una ciudad y  municipio situada en el distrito de Nanded en el estado de Maharashtra (India). Su población es de 27433 habitantes (2011). 

## Demografía
Según el censo de 2011 la población de Hadgaon era de 27433 habitantes, de los cuales 14066 eran hombres y 13367 eran mujeres. Hadgaon tiene una tasa media de alfabetización del 80,33%, inferior a la media estatal del 82,34%: la alfabetización masculina es del 87,35%, y la alfabetización femenina del 72,98%.